# 윌슨 크릭 전투
윌슨 크릭 전투(Battle of Wilson's Creek) 또는 오크 힐스 전투(Battle of Oak Hills)는 남북 전쟁 초기 1861년 8월 10일에 미주리주 스프링필드 근처에서 북군과 미주리주 방위군 사이에서 벌어진 전투이다. 이것은 미시시피강 서부 지역에서 벌어진 최초의 주요한 전투이며, “서부의 불런”이라고 부르는 말도 있다.
나다니엘 라이언 준장의 서부군은 스프링필드에 숙영을 했고, 벤자민 맥컬록 준장이 지휘하는 남군이 접근하고 있었다. 8월 9일, 양군은 각각 적에 대한 대응 작전을 세웠다. 8월 10일 오전 5시경 라이언 준장과 프란츠 시겔 대령이 지휘하는 두 부대가 스프링필드에서 남서쪽으로 19km 떨어진 윌슨 크릭에서 남군을 공격했다. 남부 동맹의 기병대가 최초의 타격을 받고 블러디힐에서 후퇴했다. 남군이 곧 달려와 그 진지를 안정시켰다.
남군은 그날 세 번에 걸친 공격을 했지만 북군의 전선을 돌파하지는 못했다. 라이언 준장이 이 전투에서 전사하고, 새뮤얼 D. 스터지스 소령이 지휘를 물려받았다. 한편, 남군은 스켁스 브랜치의 남쪽에서 시겔 대령의 부대를 패주시켰다. 오전 11시에 끝난 남부 동맹의 세 번째 공격 이후 남군은 후퇴를 했다. 그러나 스터지스도 많은 병사들을 잃었고, 탄약의 보급 또한 여의치 않았기 때문에 스프링필드에서 철수를 명령했다. 남군도 극심한 혼란에 빠져 있었으며, 군비 상황도 나빴기 때문에 추격하지 못했다. 남군의 이 승리로 미주리주 남부에서 동조자를 이끌어 냈고, 프라이스와 미주리주 방위군이 렉싱턴까지 북쪽으로 확장되는 계기로 되었다. 10월 말, 클레이본 폭스 잭슨 지사가 소집한 잔당 집회가 네오쇼에서 열려 탈퇴 조례를 통과시켰다. 윌슨 크릭은 1861년 미주리 주에서 가장 중요한 전투가 되어 남군은 미주리 남서부를 지배하게 되었다.

## 배경
남북 전쟁이 시작되면서 미주리 주는 이 분쟁에서 ‘무장 중립’을 고수하면서, 양측에 물자와 병력을 보내지 않겠다고 선언했다. 1861년 4월 20일 탈퇴주의자 폭도들이 무기고를 점령하여 미주리 안의 북군을 자극했다. 또한 중립선언은 5월 10일 〈캠프 잭슨 사건〉이라는 큰 시련을 맞이했다. 클레이본 폭스 잭슨 지사는 주민 소집령을 내렸고, 세인트루이스 경계에 있는 린델 그로브에서 훈련을 시켰다. 지사는 몰래 남부에서 대포를 입수하였고, 그것을 “캠프 잭슨”이라는 민병대 주둔지에 몰래 들여왔다. 나다니엘 라이언 대위는 이러한 반입 시도를 알아차렸고, 민병대가 세인트루이스의 무기고에 가지 않을까 걱정했다. 라이언은 북군 부대를 이끌고 시민군에 숙영지를 포위하고 민병대에 항복을 강요했다. 이어 민병대를 무기고까지 행군시키는 우를 범했다. 사람들이 모여들었고, 어떤 이들은 화를 내며 행렬을 압박했다. 야유와 몸싸움이 급기야는 발포까지 이어졌고, 많은 사람이 죽었다. 그 대부분은 일반 시민이었으며, 일부 민병대와 군인도 포함되어 있었다. 다음 날, 미주리 의회는 북군이든, 남군이든 적으로 간주된 세력으로부터 주를 보호하기 위해 미주리 방위대를 창설했다. 그리고 잭슨 지사는 스털링 프라이스 장군을 사령관으로 지명했다.